# 2007 (numero)
Duemilasette (2007) è il numero naturale dopo il 2006 e prima del 2008.

## Proprietà matematiche
- È un numero dispari.
- È un numero composto da 6 divisori: 1, 3, 9, 223, 669, 2007. Poiché la somma dei suoi divisori (escluso il numero stesso) è 905 < 2007, è un numero difettivo.
- È un numero di Harshad nel sistema numerico decimale, cioè è divisibile per la somma delle sue cifre.
- È un numero palindromo e un numero ondulante nel sistema numerico esadecimale.
- È un numero nontotiente in quanto dispari e diverso da 1.
- È un numero congruente.
- È un numero odioso.
- È parte della terne pitagoriche (2007, 2676, 3345), (2007, 8920, 9143), (2007, 24824, 24905), (2007, 74580, 74607), (2007, 223776, 223785), (2007, 671340, 671343), (2007, 2014024, 2014025).

## Astronomia
- 2007 McCuskey è un asteroide della fascia principale del sistema solare.
- 2007 WD5 e 2007 VK184 sono meteoroidi (piccoli asteroidi) dall'orbita prossima a quella terrestre.
- 2007 VN84 Rosetta è stata una missione spaziale sviluppata dall'Agenzia Spaziale Europea.

## Astronautica
- Cosmos 2007 è un satellite artificiale russo.